# Twilight (zespół muzyczny)
Twilight – amerykańska grupa blackmetalowa utworzona w roku 2004 i oryginalnie nagrywająca dla szwedzkiej podziemnej wytwórni Total Holocaust Records.
W tekstach piosenek można doszukać się fascynacji ciemnością, śmiercią, nienawiścią oraz rozpaczą. Fakt ten, wyróżnia ich spośród grona wielu innych wykonawców, których tematyka twórczości obraca się głównie wokół satanizmu, nienawiści do chrześcijaństwa oraz wierzeń pogańskich czy bluźnierstwa.
Pomimo faktu, że w przeciągu całej swojej kariery wydali tylko jeden album, to bardzo wiele osób określa ich, jako supergrupę, jeśli chodzi o amerykańską scenę podziemną. Ich popularność wzrosła znacząco, a to z powodu faktu, iż członkowie Twilight grają także w takich zespołach jak Leviathan, Krieg czy Xasthur.

## Muzycy
Ostatni skład zespołu
- Neill "Imperial" Jameson - śpiew, gitara basowa (2004-2014)
- Jef Stuart "Wrest" Whitehead - perkusja, gitara, gitara basowa (2004-2014)
- Stavros Giannopoulos - gitara (2009-2014)
- Sanford Parker - gitara, instrumenty klawiszowe (2009-2014)
- Thurston Moore - gitara, śpiew (2012-2014)

Byli członkowie zespołu
- Blake Judd - gitara, gitara basowa, śpiew (2004-2013)
- Tim "Hildof" Lehi - gitara, śpiew (2004-2006)
- Scott "Malefic" Conner - gitara, śpiew, instrumenty klawiszowe (2004-2006)
- Aaron Turner - gitara, śpiew (2009-2012)

## Dyskografia
- Twilight (2005, Total Holocaust Records)[3]
- Monument to Time End (2010, Daymare Recordings)[4]
- III: Beneath Trident's Tomb (2014, Century Media Records)[5]